# وایلدوود، ویکتوریا
وایلدوود (به انگلیسی: Wildwood) یک منطقهٔ مسکونی در استرالیا است که در ویکتوریا (استرالیا) واقع شده‌است.